# Умм Джаміль
Арва бінт Харб (араб. أروى بنت حرب), більш відома як Умм Джаміль (араб. أم جميل) — тітка ісламського пророка Магомета, який згадується в Корані. Вона була дружиною Абу Лагаба і сестрою Абу Суф'яна. Арва зазвичай запам'ятовується тим, що виступає проти ісламу та пророка, а також віршем.

## Сім'я
Вона була дочкою Гарба ібн Умайя, вождя Мекки. Вона була сестрою Абу Суф'яна і однією з провідних жінок курайшитів.
Вона вийшла одружилася з Абу Лагабом, дядьком Магомета по батьківській лінії. У них було принаймні шестеро дітей: Утба, Утайба, Муаттаб, Дурра (Факхіта), Узза і Халіда. Неясно, чи була вона також матір'ю сина Абу Лахаба Дурра.

## Опозиція до Магомета

### Коран 111
Умм Джаміль підтримала свого чоловіка в його протистоянні проповіді Магомета. Коли Магомет пообіцяв рай віруючим, Абу Лагаб подув на руки і сказав: «Нехай ви загинете. Я не бачу в вас нічого з того, що говорить Магомет». Тому Магомет оголосив про них одкровенням від Бога.
Хай загинуть руки Абу Лахаба, і сам він загине.

Не допомогло йому ані багатство, ані надбання.

Він буде кинутий у вогонь, що палає,

а його дружина – носійка хмизу,

у неї на шиї буде мотузка з пальмового волокна.
Привід для цього відкриття є суперечливим. Ібн Саад та Ібн Катір стверджують, що це було в 613 році нашої ери, коли Магомет скликав курайшитів на гору Сафа для свого першого публічного попередження про те, що вони повинні прислухатися до Божого послання. Абу Лагаб перебив: «Згинь! Ти нас для цього зібрав? Ти повинен померти!» і Магомет відповів пророцтвом. Ібн Ісхак припускає, що це сталося в 616 році, коли Абу Лагаб покинув клан Хашим і відмовився захищати Магомета.
Ібн Ісхак каже, що Умм Джаміль називали «носійкою хмизу», оскільки вона носила шипи і кидала їх на шляху Магомета, де він проходив; однак він також стверджує, що курайшити не вдавалися до цієї форми переслідувань аж після смерті Абу Таліба в 620 році. Ібн Катхір також пропонує альтернативну теорію, за якою «носійка хмизу» належить не до минулої події, а до майбутньої долі Умм Джаміль добровільно розпалювати вогонь, який мав покарати її чоловіка в пеклі.

### Відповідь
Коли Умм Джаміль бінт Харб почула, що Магомет пророкував про неї та її чоловіка, вона пішла до Кааби, де Магомет сидів з Абу Бакром, несучи кам'яний товкач. Вона не побачила Магомета, тому запитала Абу Бакра про нього, «бо мені сказали, що він глузує з мене. Якби я знайшла його, я б розбила йому рота цим каменем». Потім вона написала власний вірш:
Ми відкидаємо негідника,

Його слова ми відкидаємо,

Його релігію ми ненавидимо.
Вона пішла, ще не помітивши Магомета.